# Eduard Zbroj
Pplk. Eduard Zbroj (15. března 1912 Dvůr Králové nad Labem – 4. prosince 1944 Tain) byl navigátorem 311. československé bombardovací perutě RAF a oběť druhé světové války.

## Život

### Před druhou světovou válkou
Eduard Zbroj se narodil 15. března 1912 ve Dvoře Králové nad Labem. Po maturitě na reálném gymnáziu v rodném městě v roce 1931 absolvoval Vojenskou akademii v Hranicích a stal se důstojníkem pěchoty z povolání. Dosáhl hodnosti poručíka.

### Druhá světová válka

#### Počátek války
Po německé okupaci a rozpuštění Československé armády opustil Eduard Zbroj 18. srpna 1939 Protektorát Čechy a Morava a ilegálně přešel hranice do Polska, kde se přihlásil do zde vznikající československé zahraniční jednotky. Po pádu Polska v září 1939 byl internován v táboře Vološčiky v Sovětském svazu a to do března 1940.

#### Francie
Po propuštění z internace v Sovětském svazu odplul Eduard Zbroj 17. března 1940 z Oděsy a přes Istanbul a Bejrút se dostal do Francie, kde byl 15. května téhož roku prezentován v Agde u zde vznikající československé zahraniční jednotky. Dne 27. května byl ustanoven pobočníkem velitele 3. praporu. Během bitvy o Francii se zúčastnil ústupových bojů mezi Seinou a Loirou. Po pádu Francie odplul 27. června 1940 ze Sète přes Gibraltar do Liverpoolu.

#### Velká Británie
Ve Velké Británii byl Eduard Zbroj v Cholmodeley opět zařazen do československého vojska a ustanoven zástupcem velitele roty. Dne 12. prosince 1941 byl přeložen k letectvu a začal se připravovat na post navigátora. Dne 25. července 1943 byl zařazen do 311. československé bombardovací perutě a začal se účastnit protiponorkových hlídkových letů. Dne 4. prosince 1944 zahynul z celou posádkou při pádu stroje Consolidated B-24 Liberator "O" FL-981 pod velením Štěpána Petráška, který se zřítil po startu ke cvičnému letu u skotského města Tain. Jeho ostatky byly zpopelněny v Glasgow a v roce 1946 uloženy v rodinném hrobě ve Dvoře Králové nad Labem. Dosáhl hodnosti štábního kapitána.

## Ocenění

### Vyznamenání
- Československá medaile Za chrabrost před nepřítelem
- Československá medaile za zásluhy II. stupně
- Československý válečný kříž 1939

### Posmrtná ocenění
- Eduard Zbroj byl v roce 1990 in memoriam povýšen do hodnosti podplukovníka
- Eduardu Zbrojovi bylo v roce 1996 uděleno čestné občanství města Dvora Králové nad Labem[1]
- Po Eduardu Zbrojovi nese od roku 1997 název jedna z ulic ve Dvoře Králové nad Labem